# 投資者
投資人（英語：Investor），资金作为闲餘社会资源，通过投资者投资，将资金汇聚到社会重要产业环节中，创造财富同时分担风险和收益。在资本市场，從事投资的人們。投資者付出的是资本，承擔的是商業風險，收取的是利润，從经济学的角度，投资者關心的是投資報酬率，重視的是风险管理。投资者主体包括個人、家庭、企业和政府。

## 投资方法
- 股票
- 共同基金
- 不動產投資信託
- 私募基金
- 公债（国债、政府债券）
- 貴金屬、黃金投資（金條、金幣、黃金ETF、黃金存託憑證、黃金存摺、外匯保證金交易黃金商品、黃金期貨、黃金選擇權及CFD等）
- 房地产
- 定期存款
- 创业

## 投资家列表
- 巴菲特
- 索罗斯
- 罗杰斯
- 詹姆斯·西蒙斯
- 本杰明·格雷厄姆
- 比尔·格罗斯
- 查理·芒格
- 彼得·林奇
- 菲利普·费雪
- 馬克·墨比爾斯（英语：Mark Mobius）
- 傑西·李佛摩
- 安德烈·科斯托蘭尼
- 是川銀藏
- 郑铁如
- 李嘉诚
- 李兆基
- 李忠瀚

## 相關
- 資產、基金
- 主权投资基金
- 物業投資者
- 負資產
- 股息、配股集資
- 炒家
- 投機者